# Жан-Батист Карпо
Жан Бати́ст Карпо́ (фр. Jean-Baptiste Carpeaux; *11 травня 1827, Валансьєнн — †12 жовтня 1875, Курбевуа) — французький скульптор, живописець і графік.

## Життєпис
Майбутній скульптор походив з простої родини в місті Валансьєн. Виявив художні здібності. Проти волі батьків подався в Париж, аби здобути художню освіту і стати скульптором.

## Художня освіта
Первісно навчався в Національній школі декоративного мистецтва. 1844 году він влаштувався в Школу красних мистецтв в Парижі, де навчався в класі французького скульптора Франсуа Рюда.

## Італійський період
Десять років пізніше Карпо здобув Римську премію, що надала йому право за кошти держави вдосконалювати власну майстерність в Римі. Карпо перебрався в Рим і навчався в тамтешній Французькій академії, котру розмістили в римській віллі Медічі. Вивчав творчість талановитих італійських попередників, серед яких твори Рафаеля Санті та скульптора Мікеланджело Буонарроті. Перебування в Італії добре вплинуло на здібності Карпо, що виніс з Риму прагнення до рухів та до відкритих емоцій в скульптурі.

## Паризький період
1862 року Карпо повернувся в Париж. На піднесеня кар'єри молодого митця вплинули непересічні здібності та підтримка впливового приятеля та покровителя Ежена Хальвіна Пьєне (Halwin Piennes), наближеного до двору тодішньої імператриці Франції. 1862 року Карпо створив погруддя принцеси Матільди, котре сподобалось. Це дозволило скульптору стати офіційним скульптором імператорської родини і отримати низку важливих скульптурних замовлень. Найважливішими серед них були — декор фасадів для Павільйону Флори в палаці Лувр та скульптурної групи для фасаду Опери Гарньє.
Карпо автор декоративної скульптурної групи «Європа, Азія, Африка і Америка несуть небесне склепіння» (1868—72, раніше фонтан в Люксембурзькому саду, тепер Музей д'Орсе.
Частку власних творів Карпо заповідав рідному місту Валансьєн, котрі зберігаються Художньому музеї Валансьєна. Скульптор помер 1875 року і був похований на цвинтарі Св. Роха в місті Валансьєн.

## Вибрані твори

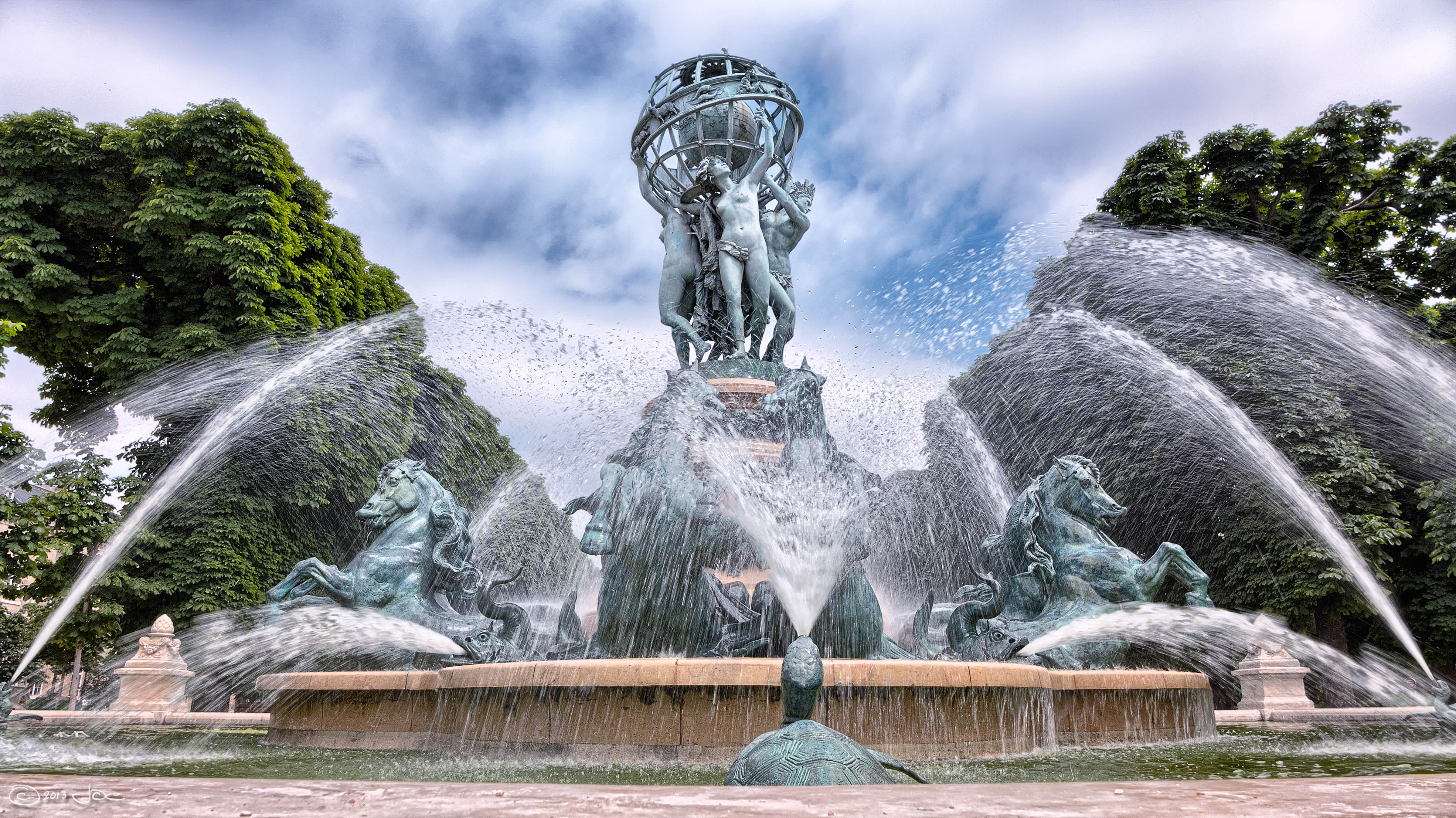
Фонтан «Європа, Азія, Африка і Америка несуть небесне склепіння» (1868—72

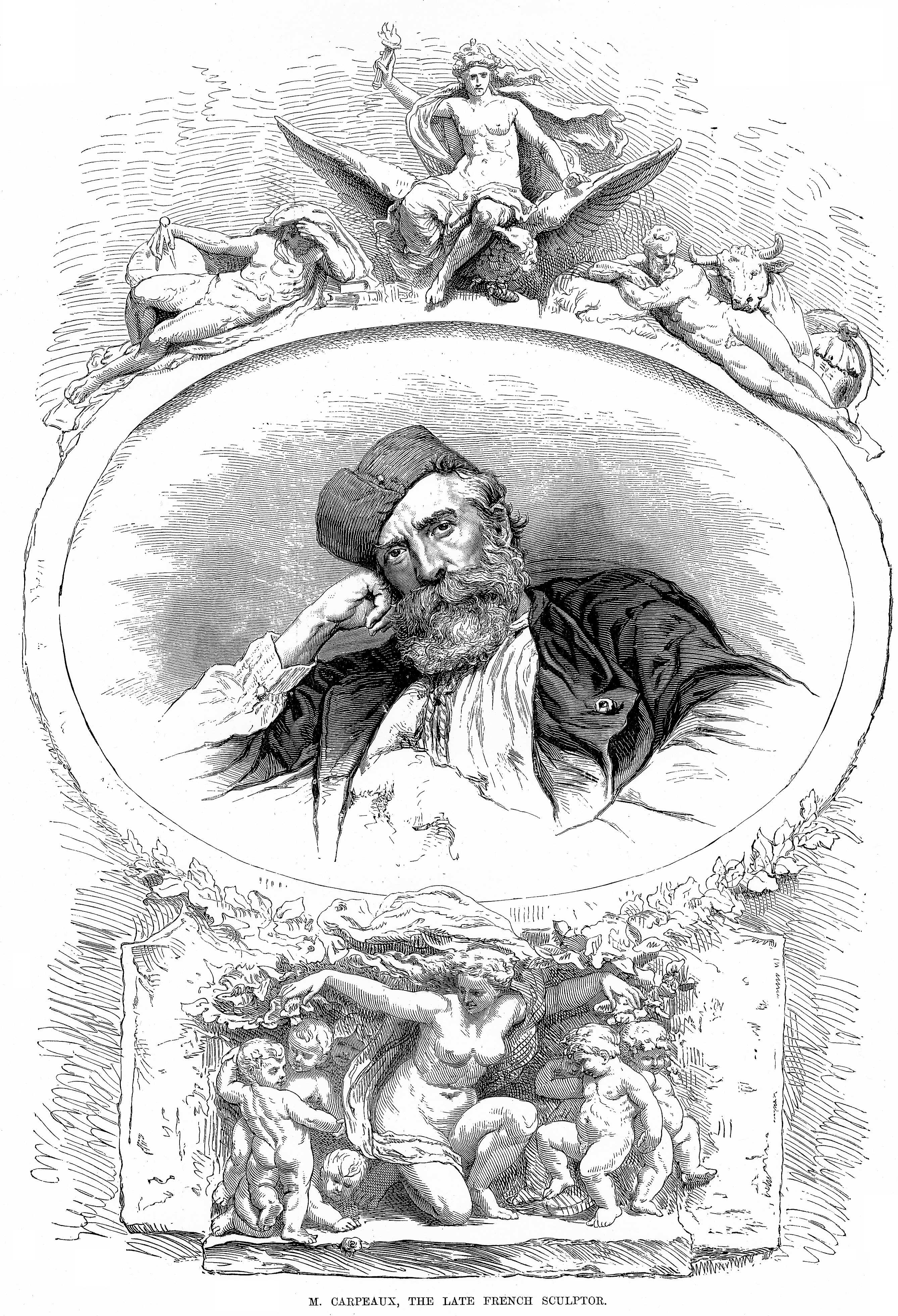
Ж. Б. Карпо, ілюстрація з газети, 1875

- скульптурна група «Уголіно та його діти» (1857—60, Лувр, Париж, Франція) за творм поета Данте
- горельєф «Тріумф Флори» (1863—66, парк Тюїльрі)
- горельєф «Алегорія Танцю» (1865—69, фасад «Гранд-Опера» (Опера Гарньє), Париж, Франція)
- скульптурна група «Європа, Азія, Африка і Америка несуть небесне склепіння» (1868—72, раніше фонтан в Люксембурзькому саду, тепер музей Музей д'Орсе, Париж, Франція)
- композиція «Дівчина-рибалка» (1871, Музей образотворчих мистецтв ім. О. С. Пушкіна, Москва, Росія).

Ж. Б. Карпо — також автор багатьох портретних бюстів.

## Галерея робіт

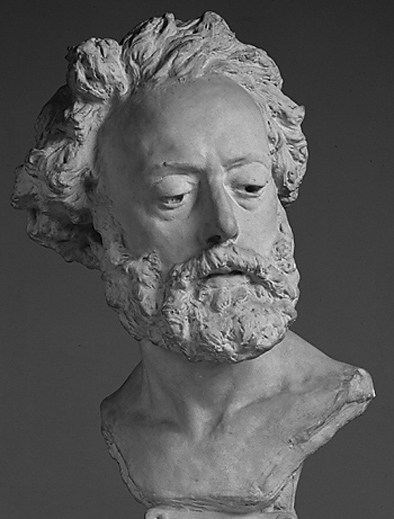
Погруддя Бруно Шерьє, 1874 р., Художній Музей Валансьєна

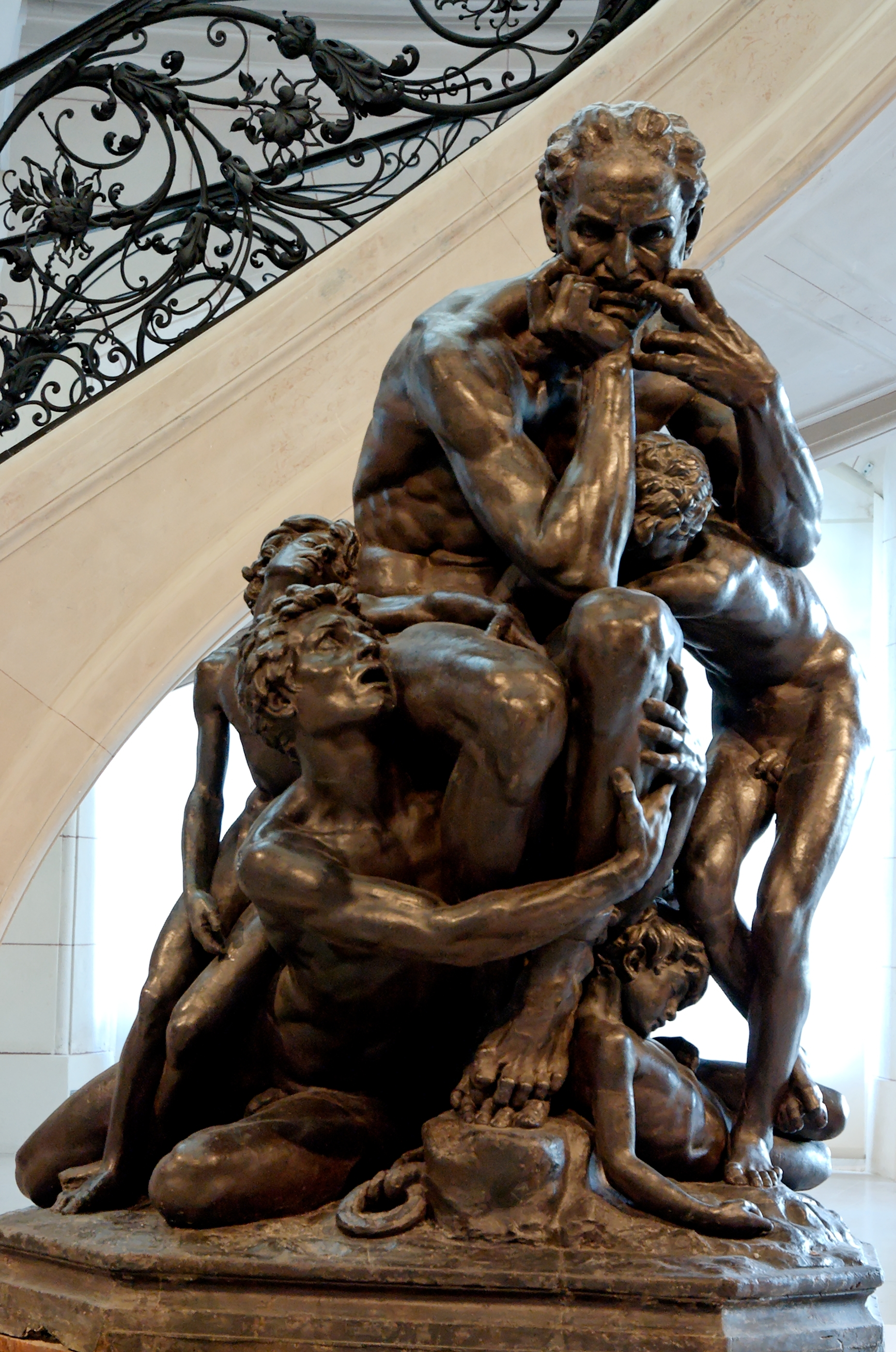
Скульптурна група «Уголіно та його діти» за твором Данте
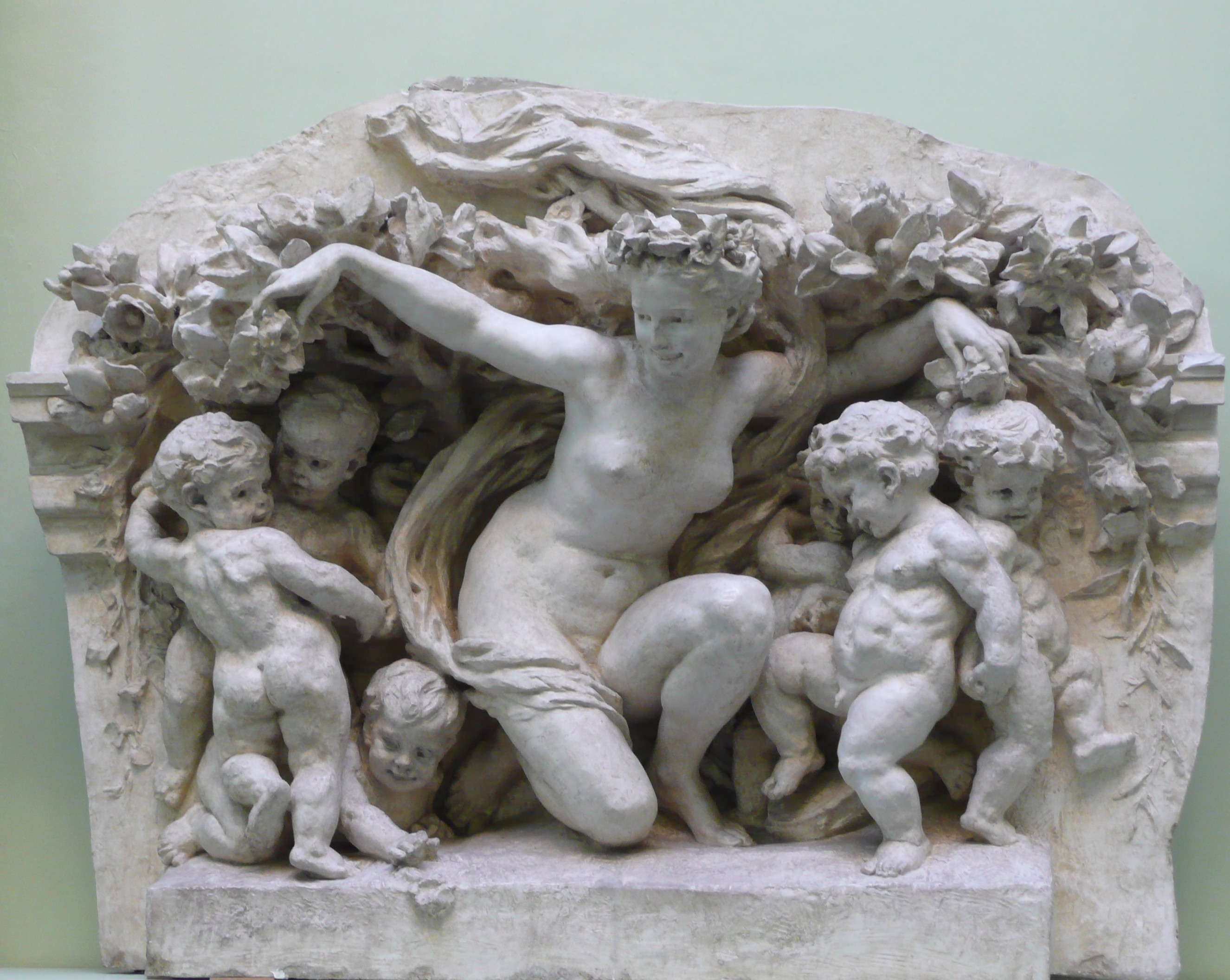
горельєф «Тріумф Флори», Ніцца
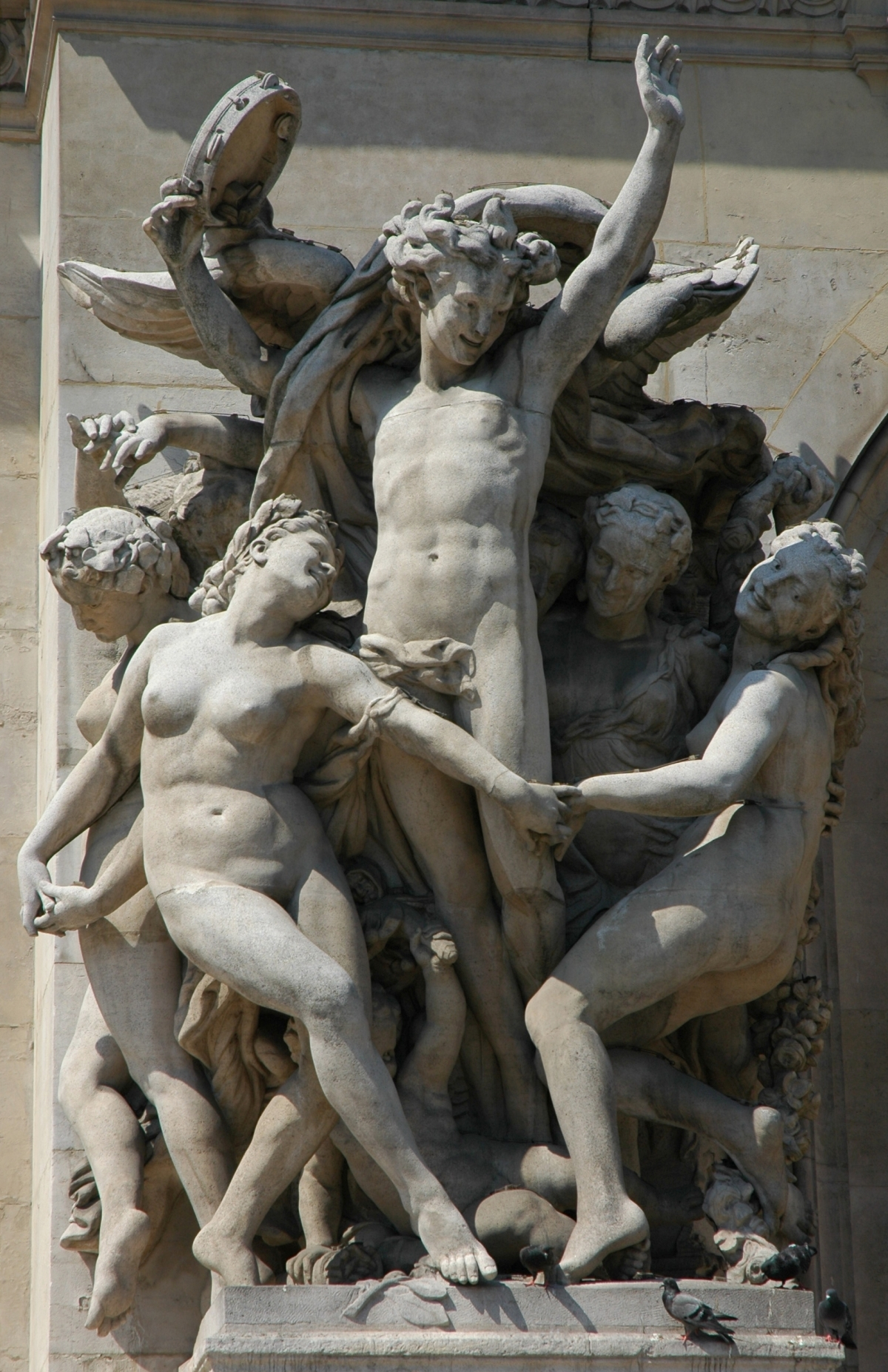
горельєф «Алегорія Танцю»,  1867 р., Музей д'Орсе
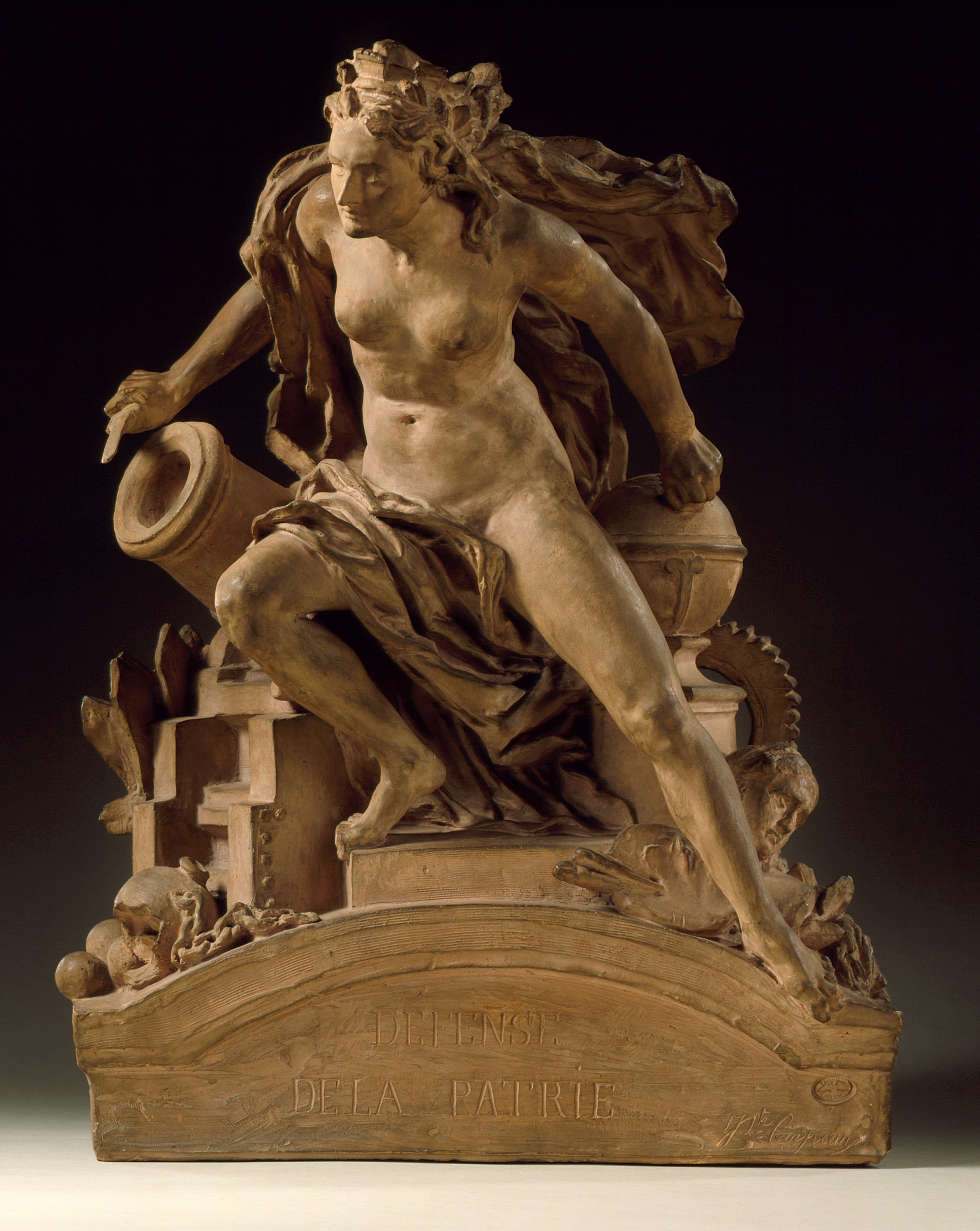
«Алегорія Валансьєна на захисті міста», теракота
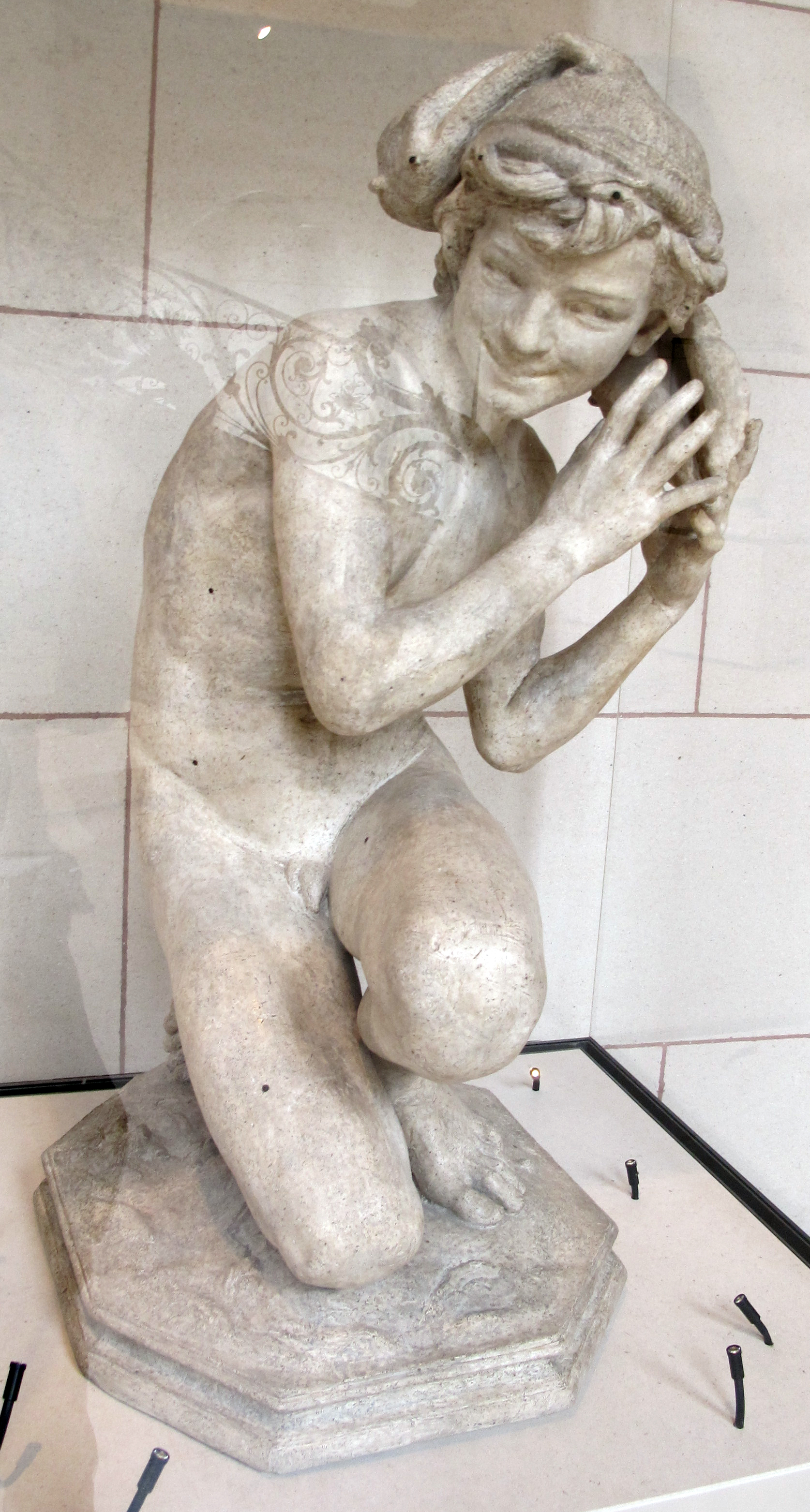
«Хлопчик з мушлею»
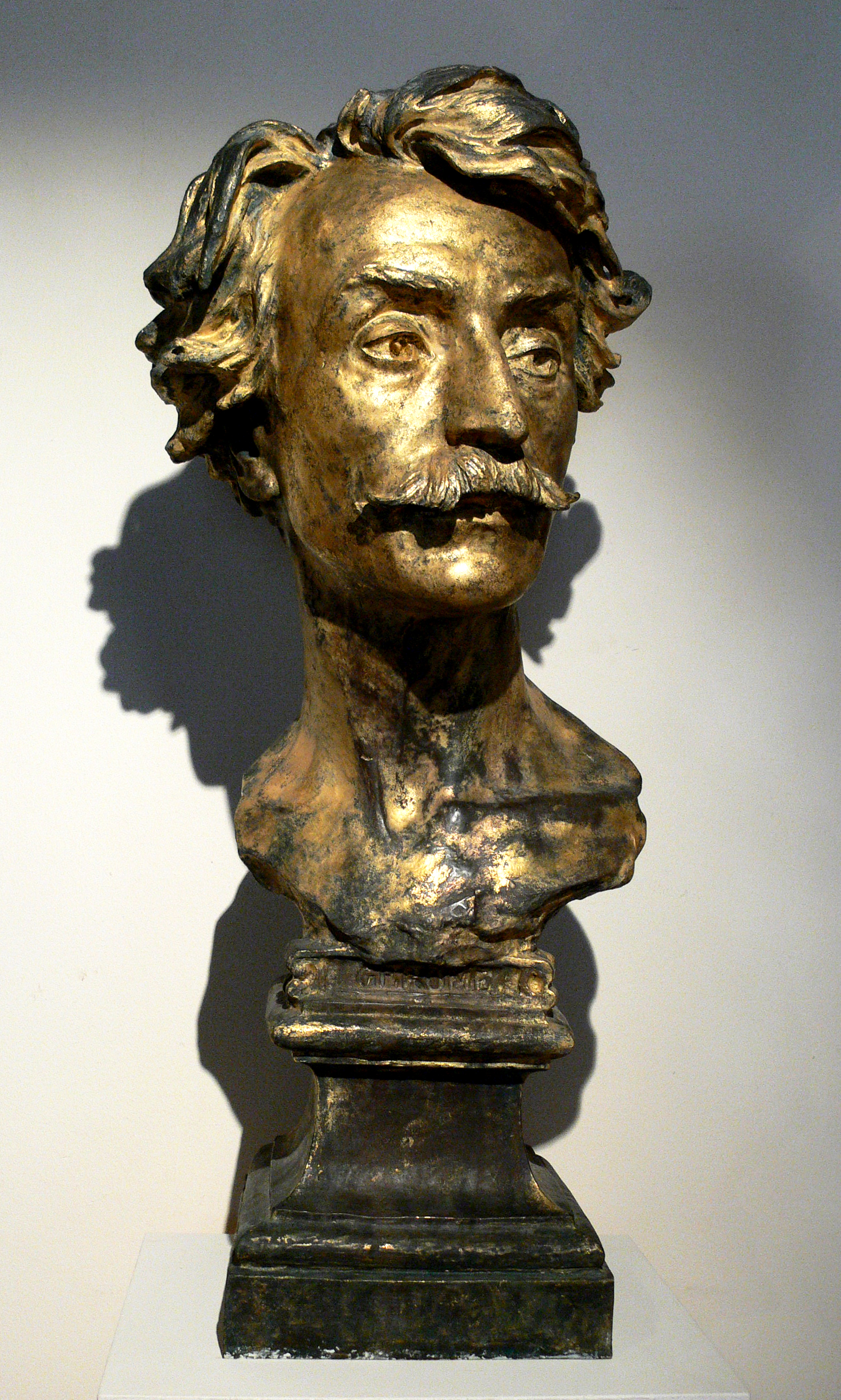
Жан-Леон Жером, тонований гіпс